# Christoffer
Christoffer er et drengenavn, der stammer fra det græske "Christophoros", som ifølge legenden var en hellig mand, der bar Jesus gennem en flod. Navnet findes i en del forskellige varianter (antal bærere pr. 1. januar 2020):
- Christof (34)
- Chriistofer (2)
- Christoff (4)
- Christoffel (5)
- Christoffer (6.134)
- Christofher (1)
- Christoph (150)
- Christophe (95)
- Christopher (2.846)
- Christophpher (1)
- Chriztoffer (1)
- Cristoffer (14)
- Cristopher (4)
- Krestoffer (10)
- Kristof (37)
- Kristofer (28)
- Kristofers (5)
- Kristoffer (4.253)
- Kristoffur (2)
- Kristoofer (1)
- Kristopher (53)

## Christophpher-sagen
Ovenstående lidt mærkelige stavemåde "Christophpher" blev første gang givet en baby i 1987, hvilket afstedkom den såkaldte "Christophpher-sag", hvor barnets moder, Pia Agergaard, i syv år fik dagbøder for at insistere på at give sit barn dette, på det tidspunkt, ulovlige fornavn. I 1995 blev sagen endelig færdigbehandlet og kendt ulovlig i retten, og familien Agergaard blev truet med endnu højere dagbøder. Nyheden om sagen gik pga. sin bemærkelsesværdighed derefter verden rundt. Den 6. juni 1996 greb indenrigs- og kirkeminister Birte Weiss imidlertid ind og lempede på navnecirkulæret, så navnet blev gjort lovligt.
Det skal her bemærkes at dette kun gælder den aktuelle sag. Det er stadigvæk ikke lovligt at kalde sin søn Christophpher ifølge navneloven.

## Kendte personer med navnet
- Christoffer 1., dansk konge
- Christoffer 2., dansk konge
- Christoffer af Bayern, dansk konge
- Christoffer Boe, dansk filminstruktør
- Christoffer Bro, dansk skuespiller
- Christoffer Columbus, italiensk opdagelsesrejsende
- Christoffer Wilhelm Eckersberg, dansk kunstmaler
- Christopher (sanger), dansk sanger
- Sankt Christopher, helgen

## Navnet anvendt i fiktion
- Lykkelige Kristoffer er titlen på en roman af Martin A. Hansen.

## Øvrige betydninger
- "Kristoffer" er et af kælenavnene for en slags høvl.